# Cavone
A Cavone egy olaszországi folyó, mely a Lukániai-Appenninekben ered, átszeli Basilicata régiót, majd a Tarantói-öbölbe torkollik. Mellékfolyói a Acqua Bianca, Misegna, Prete és Valdienna.